# Urtepotte
En urtepotte bruges til at dyrke potteplanter i. I urtepotten er der som oftest et drænhul i bunden, så overskydende vand kan løbe af. Nogle planter profiterer af vanding i underskålen. Er urtepotten ikke udstyret med et drænhul, er der behov for et drænlag i pottens bund. Dette drænlag kan bestå af letklinker eller sten.
Skandinaviens største producent af urtepotter var i 1911 var Knabstrup Keramikfabrik.
Urtepotter kan fås både i ler, f.eks. terrakotta og plast. Stort set alle salgsplanter sælges i tynde plasturtepotter.
Købes en potteplante i plastpotte, placeres denne ofte i en urtepotteskjuler. En urtepotteskjuler er en potte uden drænhul, den virker som "underskål" og dækker den sorte plastpotte.
I gartneribranchen kaldes potterne oftest for "containere", hvad der kan skyldes, at der bruges en lang række materialer til fremstilling af beholderne: terrakotta, plast, presset papir eller sphagnum, tagpap, beton, glas, keramik osv.

## Anvendelse
Urtepotter har en række forskellige anvendelser, såvel i private hjem som i industrien. De bliver brugt til transport af planter, til dyrkning af planter inderdørs og på terrasser. Derudover til dyrkning af sarte planter i kolde områder. Man mener, at de første, der begyndte at bruge urtepotter, var egyptere. De gjorde brug af en gryde til at flytte planter fra sted til sted. Romerne brugte dem desuden også til at tage potteplanter ind, når vejret blev for koldt. Planterne kunne derfor overvintre under bedre forhold.
I 1700-tallet blev urtepotter blandt andet brugt til at sende orkideer fra Afrika til Nordamerika og Europa.